# Aidan Dodson
Aidan Mark Dodson (Londres, 11 de setembre de 1962) és un egiptòleg i historiador anglès. És professor honorari d'egiptologia a la Universitat de Bristol des de l'1 d'agost de 2018.

## Carrera acadèmica
Dodson va estudiar a la Langley Grammar School (1975–1981), abans de traslladar-se al Collingwood College, de Durham (1981-1982). Va completar una llicenciatura a la Universitat de Liverpool (1985), i un MPhil (1986, pràctica de museus i arqueologia) i un doctorat (1995, en egiptologia) al Christ's College, Cambridge. Va començar a ensenyar a la Universitat de Bristol l'octubre de 1996, ocupant també el càrrec de professor Simpson d'egiptologia a la Universitat Americana del Caire de gener a juliol de 2013.
Els seus principals interessos en la recerca van enfocats a l'Antic Egipte, amb especial atenció a la història i la cronologia dinàstica, l'arquitectura de les tombes, disseny de sarcòfags i taüts, equipament canòpic i història de l'egiptologia. Altres camps d'estudi que ha desenvolupat han estat les marines de guerra de finals del segle XIX i principis del XX i les tombes reials de la Gran Bretanya.
És autor de més de vint llibres i 300 articles i ressenyes.
Dodson va ser escollit membre de la Society of Antiquaries de Londres el 2003.

## Obra publicada

### Egiptologia
1. Egyptian Rock-cut Tombs (1991)
2. The Canopic Equipment of the Kings of Egypt (1994)
3. Monarchs of the Nile (1995) (editcions revisades el 2001 i 2015)
4. After the Pyramids (2000)
5. The Hieroglyphs of Ancient Egypt (2001)
6. The Pyramids of Ancient Egypt (2003)
7. The Complete Royal Families of Ancient Egypt (amb Dyan Hilton) (2004) (2010, editció revisada)
8. Ancient Egypt: Pyramids and Hieroglyphs (2006)
9. The Tomb in Ancient Egypt (with Salima Ikram) (2008)
10. Amarna Sunset: Nefertiti, Tutankhamun, Ay, Horemheb, and the Egyptian Counter-Reformation (2009) (2018, editció revisada)
11. Poisoned Legacy: The Fall of the Nineteenth Egyptian Dynasty (2010) (2016, editció revisada)
12. Afterglow of Empire: Egypt from the Fall of the New Kingdom to the Saite Renaissance (2012) (2020, editció revisada)
13. Amarna Sunrise: Egypt from Golden Age to Age of Heresy (2014)
14. The Royal Tombs of Ancient Egypt (2016)
15. Sethy I, King of Egypt: His Life and Afterlife (2018)
16. Rameses III, King of Egypt: His Life and Afterlife (2019)
17. Nefertiti, Queen and Pharaoh of Egypt: Her Life and Afterlife (2020)
18. The First Pharaohs, Their Lives and Afterlives (2021)
19. Tutankhamun, King of Egypt: His Life and Afterlife (2022)

### Altres llibres
1. The Royal Tombs of Great Britain (2004) (2017, editció revisada)
2. The Kaiser's Fleet: German Capital Ships 1871-1918 (2015)
3. Before the Battecruiser: The Big Cruiser in the World's Navies 1865-1910 (2018)
4. German Battleship Helgoland (2019)
5. Spoils of War: The Fate of Enemy Fleets after the Two World Wars (amb Serena Cant) (2020)